# Hesiodeira glabra
Hesiodeira glabra är en ringmaskart som beskrevs av Blake och Hillbig 1990. Hesiodeira glabra ingår i släktet Hesiodeira och familjen Hesionidae. Inga underarter finns listade i Catalogue of Life.